# Manuel Cortez Joo
Manuel Edgardo Del Carmen Cortez Joo fue un contador, militante del Movimiento de Izquierda Revolucionaria (MIR) y detenido desaparecido durante la dictadura militar. Tenía 28 años al momento de su detención. Su nombre forma parte de la Operación Colombo.    

## Un contador es detenido por la DINA
Manuel Cortez Joo, casado, un hijo, contador, militante del Movimiento de Izquierda Revolucionaria (MIR), fue detenido en la vía pública el día 14 de febrero de 1975, por agentes de la Dirección de Inteligencia Nacional (DINA). Según informaciones de testigos que lo vieron detenido, Manuel Cortez, apodado “el chino” habría sido aprehendido por tratar de impedir el arresto de su amigo y compañero del MIR, Hugo Daniel Ríos Videla, quien en la actualidad también se encuentra desaparecido. Dos días después de esta detención el 16 de febrero de 1975, Gabriela Wenger Meza, cónyuge de Manuel Cortez, fue detenida y llevada hasta el centro de reclusión y torturas de Villa Grimaldi. Durante los cinco días que permaneció en Villa Grimaldi pudo comprobar que su esposo se encontraba allí y, además, otros prisioneros le señalaron que éste permanecía en el lugar denominado la "Torre". El 19 de febrero de 1975 ella le pidió a un guardia que le dejaran verlo y éste le respondió afirmativamente, a condición de que él no le hablara. Al atardecer de ese día, se le permitió sacarse la venda y vio a Manuel Cortez a pocos metros de distancia. Luego ella fue trasladada a Cuatro Álamos. Gabriela Wenger tuvo a su hijo en prisión y recuperó la libertad en abril de 1975, partiendo al exilio junto a su hijo. De su marido Manuel Cortez nunca más se tuvo noticias de él.

## Operación Colombo
El nombre de Manuel Cortez Joo apareció en una lista de 59 chilenos presuntamente muertos, heridos o evadidos en enfrentamientos con servicios de seguridad argentinos, la cual se dio a conocer el 24 de julio de 1975 en todos los medios de prensa nacionales. Dicha nómina provenía de la publicación brasileña "O'DIA", que había visto la luz un día antes en la ciudad de Curitiba, Brasil. Ese periódico jamás volvió a editarse y tanto las propias autoridades chilenas como las argentinas le negaron toda credibilidad. Otro tanto sucedió con la enumeración de 60 chilenos presuntamente muertos en enfrentamientos, de acuerdo al semanario bonaerense "LEA", cuyo origen fue imposible de discernir. Estas 119 personas habían sido detenidas entre los meses de junio de 1974 y febrero de 1975, y muchas de ellas habían sido vistas por testigos en recintos secretos de detención de la DINA. Todos permanecen hasta hoy desaparecidos. Manuel fue parte del listado de 119 chilenos que son aparecieron en el montaje comunicacional denominado Operación Colombo.

## Proceso judicial en dictadura
Luisa Faustina Joo, madre de Manuel Cortez Joo, interpuso un recurso de amparo el 17 de febrero de 1975 en favor de su hijo y de su nuera Gabriela Wenger, el cual llevó el rol 249 75 de la Corte de Apelaciones de Santiago. La tramitación del recurso tomó cinco meses en este Tribunal y finalmente fue rechazado fundándose la resolución en el informe del Ministerio del Interior que indicaba que Cortez Joo "no estaba detenido" y que Gabriela Wenger "se encontraba detenida". A la fecha de esta resolución, Gabriela Wenger ya se encontraba en libertad. La Corte de Apelaciones remitió los antecedentes al Cuarto Juzgado del Crimen de San Miguel, dio origen a la causa rol 9272 por presunta desgracia del afectado. El 30 de julio de ese año, la madre y la esposa del detenido desaparecido entablaron una denuncia por arresto ilegal de Manuel Cortez. En este proceso declararon cuatro testigos de la detención de Manuel Cortez Joo y lo hicieron mientras se encontraban todos ellos detenidos en la Villa Grimaldi A pesar del peso y validez de estos testimonios el juez dictó sobreseimiento temporal el 20 de abril de 1976. La Corte de Apelaciones aprobó el sobreseimiento el 5 de agosto de 1976.

## Informe Rettig
Familiares de Manuel Cortez Joo presentaron su testimonio ante la Comisión Rettig, Comisión de Verdad que tuvo la misión de calificar casos de detenidos desaparecidos y ejecutados durante la dictadura. Sobre el caso de Manuel Cortez Joo, el Informe Rettig señaló que:

“El 13 de febrero de 1975 agentes de la DINA ocuparon el domicilio del militante del MIR Eugenio Iván MONTTI CORDERO, ubicado en la comuna de Las Condes, deteniendo a éste y a otros militantes que acudieron a reunirse con él. En esa forma fueron detenidos Carmen Margarita DIAZ DARRICARRERE, Alan Roberto BRUCE CATALAN y Jaime Enrique VASQUEZ SAENZ.

El 14 de febrero de 1975 fueron detenidos otros tres militantes del MIR vinculados a los mencionados. En su domicilio del centro de Santiago fue detenido René Roberto ACUÑA REYES, el que durante la detención habría intentado huir a raíz de lo cual resultó herido a bala. En la vía pública fueron detenidos Manuel Edgardo Del Carmen CORTEZ JOO y Hugo Daniel RIOS VIDELA.

La Comisión está convencida de que la desaparición de todos ellos obra de agentes del Estado, quienes violaron así sus derechos humanos”.

## Proceso judicial en democracia
El caso de Manuel Cortez Joo fue investigado por el ministro Alejandro Solís. El magistrado dictó sentencia en caso del contador el 21 de diciembre de 2004, condenando a los exagentes de la DINA que participaron en la detención. El magistrado condenó por el delito de secuestro calificado en calidad de autores a los exagentes de la DINA: 
- Miguel Krassnoff Martchenko: 10 años de prisión
- Marcelo Moren Brito: 10 años de prisión
- Osvaldo Romo: 10 años de prisión
- Rolf Wenderoth Pozo: 10 años de prisión
- Basclay Zapata Reyes: 5 años de prisión

La sentencia determinó que:

“ el día 14 de febrero de 1975, en horas de la tarde, Manuel Edgardo Cortez Joo, contador, 28 años de edad, miembro de las “fuerzas centrales del Movimiento de Izquierda Revolucionaria, M.I.R., fue detenido, en la vía pública, sin mediar orden alguna emanada de autoridad legítima y competente, por sujetos que vestían de civil y conducido al centro clandestino de detención de la Dina, denominado “Villa Grimaldi o cuartel “Terranova , lugar en el que fue visto por varios testigos, incluso por su conviviente, Gabriela Wenger Meza, quien también permaneció en dicho recinto durante algunos días y todos relatan haber apreciado las consecuencias que sufrió en su físico a causa de las torturas a las cuales era sometido, encontrándose encadenado de sus pies.

Cortez Joo fue aprehendido por agentes de la DINA, en un grupo conformado, entre otros, por un informante civil (Osvaldo Romo Mena) y en un vehículo manejado por un cabo de Ejército (Basclay Zapata), el jefe del cuartel era un oficial de Ejército que detentaba el cargo de Mayor, Marcelo Moren Brito; se desempeñaba como analista y era jefe de grupos operativos un oficial conocido como el “Capitán Miguel (Krassnoff Martchenko) y como jefe de la Plana Mayor actuaba el Mayor Roth Wenderoth, quien tenía bajo su control el área logística, la cual estaba relacionada con la alimentación tanto del personal del Cuartel como la de los detenidos y asimismo sus labores comprendían la elaboración de las listas de aprehendidos por los distintos grupos operativos, a los cuales se les asignaba un número para los efectos de pasarles lista.

El 25 de febrero Cortez Joo fue trasladado al sector del recinto llamado “La Torre, que poseía seis celdas. El 28 del mismo mes y año fue la última vez en que otros detenidos lo divisaron en “Villa Grimaldi, ya que fue sacado de allí, junto con otras personas, ninguna de las cuales regresó a ocupar sus celdas, ignorándose hasta la fecha su paradero. Su nombre apareció en una lista de 59 chilenos presuntamente muertos, heridos o evadidos en enfrentamientos con servicios de seguridad argentinos, la cual se dio a conocer el 24 de julio de 1975 en los medios de prensa nacionales, no obstante no haberse verificado la autenticidad de la información".

En segunda instancia el 11 de noviembre de 2005 la Quinta Sala de la Corte de Apelaciones de Santiago confirmó las penas dictadas en primera instancia por el juez Alejandro Solís contra los exagentes de la DINA involucrados en el delito de secuestro calificado de Manuel Cortez Joo. Se condenó a penas de 10 años de presidio efectivo, en calidad de autores del delito, a los exagentes DINA: Miguel Krassnoff, Marcelo Moren Brito, Rolf Wenderot y Osvaldo Romo Mena. Además de la pena de 5 años de prisión al exagente Basclay Zapata.
La Corte Suprema, el 27 de junio de 2007, condenó en un fallo definitivo a los exagentes de la DINA como autores del secuestro calificado de Manuel Cortez Joo. Pero la Corte Suprema reabajó las penas que deberán cumplir los exagentes DINA. Se condenó a penas de 5 años y un día de presidio efectivo a los exagentes DINA: Miguel Krassnoff, Marcelo Moren Brito, Rolf Wenderot y Osvaldo Romo Mena. Además de la pena de 3 años y un día de prisión al exagente Basclay Zapata.